# Harry Bendixen
Harry Mozart Bendixen (13. oktober 1901 i København – 30. december 1954 i Gentofte) var en dansk fodboldspiller og sportsjournalist. Han spillede 16 kampe og scorede et mål fra 1924 til 1928. I klubfodboldregi spillede han for Akademisk Boldklub (AB) gennem hele sin karriere. Bendixen var sportsredaktør på Berlingske Tidende og arbejdede senere også på B.T.. Harry Bendixen var forfatter til flere populære ungdomsbøger om forskellige sportsgrene. Han døde af en blindtarmsbetændelse.